# ديف شامبيرس
ديف شامبيرس (بالإنجليزية: Dave Chambers)‏ (6 يونيو 1947 ببارنسلي في المملكة المتحدة - ) هو لاعب كرة قدم بريطاني في مركز جناح ‏. لعب مع نادي روذرهام يونايتد ونادي ساوثيند يونايتد ونادي يورك سيتي ونادي فوكستون.